# ケンチャナヨ
ケンチャナヨ（韓: 괜찮아요）は、韓国語の言葉であり「大丈夫」という意味。実際の発音上は「クェンチャナヨ」に近い。

## 概要
心配する相手に「心配しなくても大丈夫ですよ」と伝える際に使用される。謝罪する相手に「気にしないでください」と伝えたり、提案に対して「結構です」と応じる時にも用いられる。